# Фукусима, Кодзи
Кодзи Фукусима (яп. 福島康司; род. 21 августа 1973 в префектуре Окинава, Япония) — бывший японский профессиональный шоссейный велогонщик.

## Достижения
2002
9-й Дуо Норман (с Филиппо Поццато)
2003
3-й Гран-при Шанталь Бийя
2004
1-й  Тур Китая
1-й Этап 3
1-й  Тур Сербии
1-й Этап 1
1-й Этап 3 Пути короля Николы
2005
1-й Этап 3 Тур Лангкави
1-й Пролог Тур Сиама
2-й Круг Лотарингии
4-й Горняцкий Трофей
5-й Трофей Бастианелли
2006
1-й  Букль де ля Майен
2007
4-й Тур Сиама
1-й Этап 2
8-й Тур Окинавы